# Drottningholms slottsstall

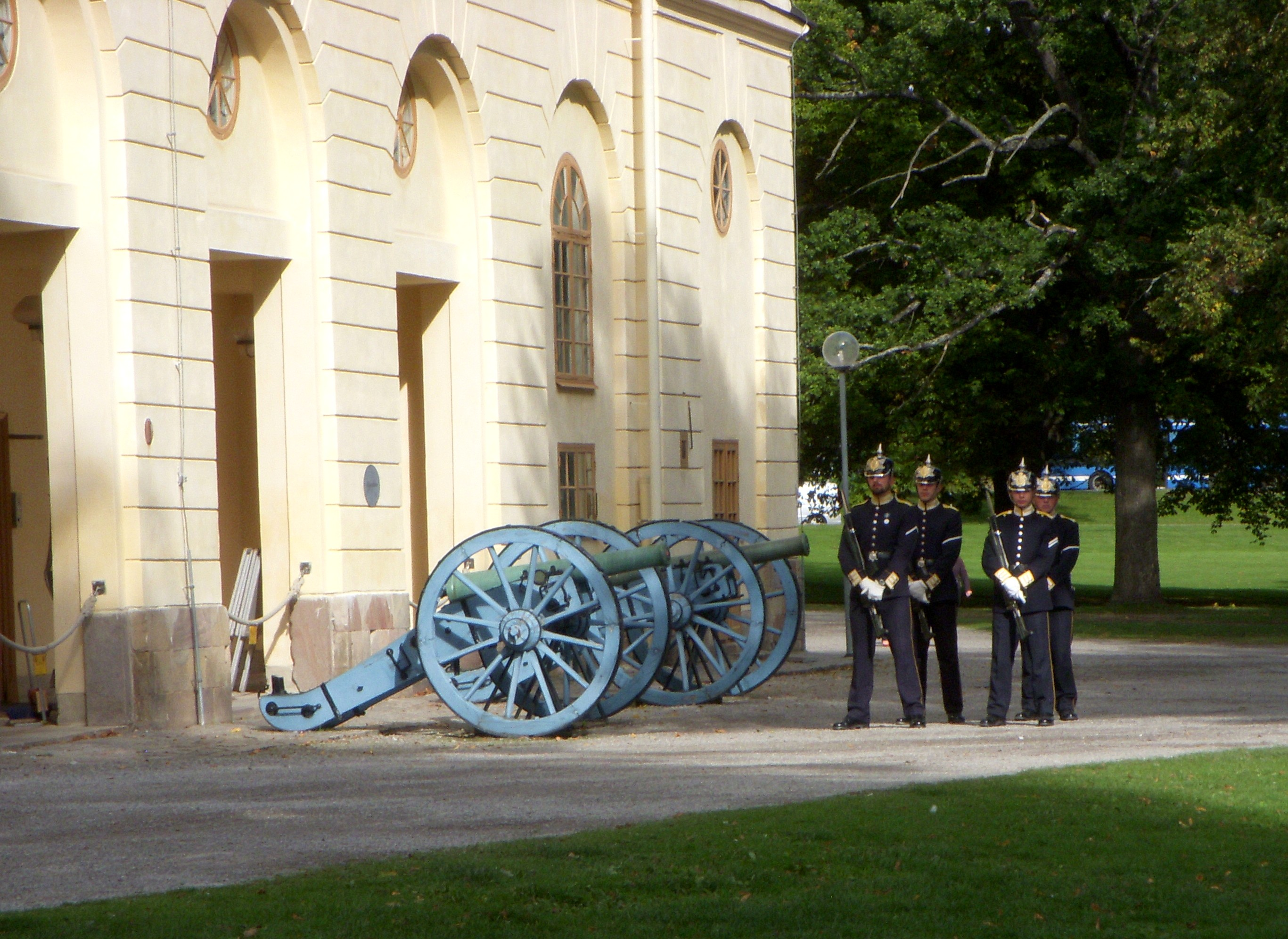
Hovstallet och vakt i september 2011.

Drottningholms slottsstall är en byggnad på Drottningholms slottsområde, belägen strax norr om slottskyrkan på Lovön, Stockholms län. Byggnaden uppfördes i etapper 1737 och 1770 och inrymmer idag lokaler för högvakten. 

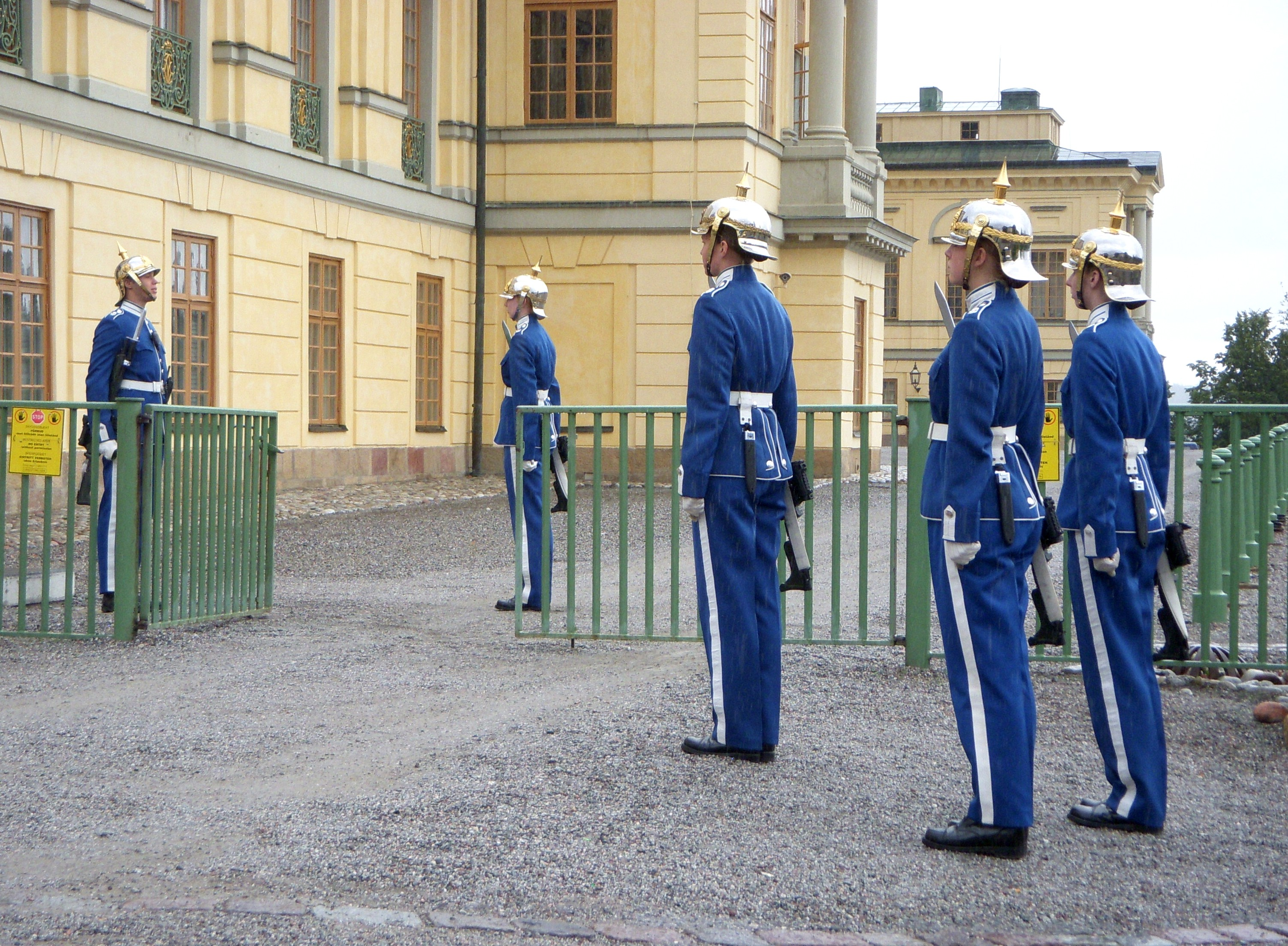
Vaktavlösning

År 1737 uppfördes byggnadens lägre del närmast slottet. Initiativet kom från drottning Ulrika Eleonora och uppdraget gick till arkitekt Carl Hårleman. Byggnaden skulle inrymma slottets vagnar och stall. Hårleman valde att ge stallbyggnaden ett rokokomässigt uttryck. I samma stil på- och tillbyggdes anläggningen på 1770-talet med Carl Fredrik Adelcrantz som arkitekt.
På 1920-talet byggdes stallutrymmena om till bilgarage. I samband med det ersattes de stora portarna mot vägen med små portar mot gården. På 1990-talet restaurerades de välbevarade 1700-talsrummen för högvakten, som idag består av cirka 30 män och kvinnor på Drottningholm. Högvakten har följt den kungliga familjen ända sedan 1523, var de än vistas. Sedan den nuvarande kungafamiljen flyttade ut till Drottningholm befinner sig högvakten ständigt på plats.